# Rongelap
Rongelap es un atolón de Micronesia. Pertenece a las Islas Marshall en el océano Pacífico. Se compone de 61 islotes con un área de 8 km². La laguna interior abarca 1000 km². En 1945 el viento llevó partículas radiactivas de la primera prueba nuclear por lo que los habitantes de este atolón fueron evacuados al atolón Kwajalein para recibir asistencia médica aunque algunos fallecieron. En 1957 se permitió regresar a los nativos hasta una segunda evacuación debido a la Operación Castle, ayudada por Greenpeace en 1985. En 1996 el Departamento de Interior de Estados Unidos llegó a un acuerdo por el cual entregó 45 millones de dólares a los nativos para la recolonización del atolón.
- Datos: Q542619
- Multimedia: Rongelap Atoll / Q542619